# Diatrypa
Diatrypa is een geslacht van rechtvleugeligen uit de familie krekels (Gryllidae). De wetenschappelijke naam van dit geslacht is voor het eerst geldig gepubliceerd in 1874 door Saussure.

## Soorten
Het geslacht Diatrypa omvat de volgende soorten:
- Diatrypa aethes Otte & Perez-Gelabert, 2009
- Diatrypa affinis Chopard, 1931
- Diatrypa allardi Chopard, 1956
- Diatrypa apithoides Saussure, 1897
- Diatrypa bellulus Otte & Perez-Gelabert, 2009
- Diatrypa benoisti Chopard, 1912
- Diatrypa brunnea Chopard, 1912
- Diatrypa castanea Saussure, 1878
- Diatrypa championi Saussure, 1897
- Diatrypa choristos Otte & Perez-Gelabert, 2009
- Diatrypa colombiana Bruner, 1916
- Diatrypa ennychios Otte & Perez-Gelabert, 2009
- Diatrypa entimos Otte & Perez-Gelabert, 2009
- Diatrypa fugitivus Otte & Perez-Gelabert, 2009
- Diatrypa guyanensis Chopard, 1912
- Diatrypa jansoni Saussure, 1897
- Diatrypa klagesi Otte & Perez-Gelabert, 2009
- Diatrypa latipennis Chopard, 1956
- Diatrypa longixipha Chopard, 1930
- Diatrypa minuta Chopard, 1956
- Diatrypa nicaragua Otte & Perez-Gelabert, 2009
- Diatrypa ornata Saussure, 1874
- Diatrypa pallidilabris Chopard, 1912
- Diatrypa plectilis Otte & Perez-Gelabert, 2009
- Diatrypa schunkei Chopard, 1956
- Diatrypa splendens Costa Lima, 1958
- Diatrypa tolteca Saussure, 1874
- Diatrypa tuberculata Saussure, 1874
- Diatrypa univittata Hebard, 1928